# Diottiladipato
Il diottiladipato, o adipato diottile o diottilesandioato, è un diestere di formula (CH₂CH₂CO₂C₈H₁₇)₂ che in condizioni normali si presenta come un liquido oleoso incolore.
Talvolta il DEHA viene chiamato erroneamente adipato diottile.

## Applicazioni
Come altri diesteri derivati ad esempio dal 2-etilesanolo, decanolo o isodecanolo, viene utilizzato come plastificante.